# Castniidae
Die Castniidae sind eine Familie der Schmetterlinge (Lepidoptera). Sie kommen mit 200 Arten vor allem in der Neotropis (Süd- und Teile von Mittelamerika), Australien und Südostasien vor. Eine Art, Paysandisia archon, wurde nach Europa eingeschleppt.

## Beschreibung
Die Falter dieser Familie erreichen eine Flügelspannweite von 20 bis 110 Millimetern. Sie sind wahrscheinlich am engsten mit den Glasflüglern (Sesiidae) und Holzbohrern (Cossidae) verwandt. Sie haben Ähnlichkeit mit letzteren, es gibt aber auch Arten, die Eulenfalter, Edelfalter, Schwärmer und Würfelfalter imitieren. Die Vorderflügel der Falter sind meistens in Grau-, Braun- oder Schwarztönen gemustert, bei manchen Arten sind Teile aber bunt oder durchsichtig. Die Hinterflügel sind bei den meisten Arten bunt oder mit bunten Binden gefärbt. Ihre Fühler sind keulenförmig. Manche Arten zeigen einen Sexualdimorphismus, aber in der Regel sind beide Geschlechter gleich gefärbt. Die Weibchen haben meist breitere bunte Binden auf den Hinterflügeln.

## Lebensweise
Sie fliegen meist nur kurz (ca. 1 Stunde), meistens am Tag, manche Arten aber auch in der Dämmerung, bei Sonnenaufgang oder Untergang. Sie können sehr schnell fliegen und Fressfeinde verwirren, indem sie zu verschwinden scheinen, wenn sie sich niedersetzen, da dann ihre bunten Flügel unter den gut getarnten Vorderflügeln versteckt sind. Über ihr Fressverhalten ist nur wenig bekannt, doch verschiedene Arten wurden beim Nektarsaugen an Orchideen gesehen.

## Entwicklung
Die Eier sind hell oder rötlich gefärbt und besitzen meist fünf Längsrippen. Die Larven haben einen dunkelbraunen oder kaffeebraunen Kopf und fressen zunächst junge Blätter und Triebe, die älteren bohren in den Wurzeln und im Stamm einkeimblättriger Pflanzen, besonders von Bromelien und Palmen. Sie verpuppen sich in einem Kokon im Fraßgang der Raupen, an den Blattstielen oder am Stamm. Die Puppen sind hell- oder rotbraun und besitzen wie die Cossidae Dornenleisten am Rücken der Abdominalsegmente, mit deren Hilfe sie sich aus dem Kokon herausarbeiten, bevor der Falter schlüpft.

## Belege